# Рафаел Алварез (Пивамо)
Рафаел Алварез (шп. Rafael Álvarez) насеље је у Мексику у савезној држави Халиско у општини Пивамо. Насеље се налази на надморској висини од 820 м.

## Становништво
Према подацима из 2005. године у насељу је живело 9 становника.

### Хронологија
| Година       | 2005 |
| ------------ | ---- |
| Становништво | 9    |

### Попис
| # | Индикатор                        | Вредност |
| - | -------------------------------- | -------- |
| 1 | Укупно појединачних домаћинстава | 1        |